# 大阪府立咲洲高等学校
大阪府立咲洲高等学校（おおさかふりつ さきしまこうとうがっこう）は、かつて大阪府大阪市住之江区に存在した公立の高等学校である。
本項では、前身となった大阪府立住之江高等学校（おおさかふりつ すみのえこうとうがっこう）についてもあわせて記述する。

## 概要
2003年にクリエイティブスクールとして開校した。開校当初は2部制（昼間定時制）単位制の課程・普通科を設置していた。その後2012年度よりクリエイティブスクールの全日制総合学科に改編された。
標準服が定められているが服装は自由であった。校章は波と花とカモメを象り、咲洲の海と空のイメージを表している。
大阪府教育委員会の方針により2016年度以降の生徒募集を停止し、2018年3月に閉校した。
閉校後の事務は大阪府立港南造形高等学校が継承することになった。港南造形高等学校内に、咲洲高等学校の記念碑と展示ケースが設置されている。記念碑は、同校の正門を入ってすぐ右の中庭にあり、住之江高等学校と咲洲高等学校の校名プレートが埋め込まれている。展示ケースは同校の正面玄関を入ってすぐ右にある部屋にある。

## 沿革
1977年に大阪府立住之江高等学校が全日制普通科高等学校として開校した。住之江高等学校を母体とし校地を継承する形で2003年、大阪府立咲洲高等学校が開校した。
大阪府教育委員会は2014年11月21日の教育委員会会議で、4年連続で定員割れをしていた咲洲高等学校の生徒募集を2016年度から停止する方針を決定した。これに伴い咲洲高等学校は2016年度より募集停止となり、2018年3月に閉校した。
（大阪府立住之江高等学校）
- 1977年4月1日 - 大阪府立住之江高等学校として開校。
- 1978年 - プール・体育館完成。
- 1988年 - 進学クラス設置。
- 2000年 - 農場設置。
- 2003年4月1日 - 住之江高等学校はこの年より生徒募集停止。
- 2005年3月31日 - 大阪府立住之江高等学校が閉校。

（大阪府立咲洲高等学校）
- 2003年4月1日 - 大阪府立咲洲高等学校が開校。（クリエイティブスクール、多部制定時制）
- 2012年 - I・II部が多部制定時制から全日制総合学科へと改組。
- 2014年 - 大阪府教育委員会が、2016年度の募集停止を決定[2]。
- 2016年 - 生徒募集停止。
- 2018年3月10日 - 閉校式。
- 2018年3月31日 - 閉校。

## 出身者
- 吉永秀平 - 俳優、歌手、作詞家。前身校である住之江高等学校卒業
- TAKAO - ミュージシャン（「BIGBELL」）。前身校である住之江高等学校卒業
- 奈良井翼 - プロボクサー。

## 交通
- ニュートラム ポートタウン西駅 北へ約100m。